# Basketbal op de Olympische Zomerspelen 2016
Basketbal is een van de sporten die beoefend werden op de Olympische Zomerspelen 2016 in Rio de Janeiro, Brazilië. De wedstrijden werden van 6 tot en met 21 augustus in zaal 1 van de Arena Carioca gespeeld.

## Deelname
Vierentwintig landen deden mee; twaalf bij de mannen, twaalf bij de vrouwen. De teams bestonden uit maximaal twaalf spelers. Normaliter is het gastland automatisch geplaatst voor elke sport, maar bij het basketbal was dit lange tijd onzeker. Op 9 augustus 2015 werd in Tokio bekendgemaakt dat gastland Brazilië zowel bij de mannen als bij de vrouwen mee mocht doen.

## Kwalificatie
Deelname aan de Spelen werd afgedwongen bij het wereldkampioenschap van 2014, de continentale kampioenschappen van 2015 of het olympisch kwalificatietoernooi. Aan dit laatste toernooi deden de beste landen mee die zich nog niet hadden gekwalificeerd, dit geschiedde volgens een bepaalde verdeling over de continenten; twee landen uit Afrika, drie uit Amerika, twee uit Azië, vier uit Europa en één uit Oceanië. Door de beslissing het gastland mee te laten deelnemen verviel er een plek bij het kwalificatietoernooi.
Mannen
| Competitie                     | Datum                   | Locatie                 | Aantal plaatsen | Gekwalificeerd           |
| ------------------------------ | ----------------------- | ----------------------- | --------------- | ------------------------ |
| Gastland                       | Gastland                | Gastland                | 1               | Brazilië                 |
| Wereldkampioenschap            | 30 aug. - 14 sept. 2014 | Spanje                  | 1               | Verenigde Staten         |
| Oceanisch kampioenschap        | 15-18 augustus 2015     | Australië Nieuw-Zeeland | 1               | Australië                |
| Afrikaans kampioenschap        | 19-30 augustus 2015     | Tunesië                 | 1               | Nigeria                  |
| Amerikaans kampioenschap       | 31 aug. - 12 sept. 2015 | Mexico                  | 2               | Venezuela Argentinië     |
| Europees kampioenschap         | 5-20 september 2015     | Diversen                | 2               | Spanje Litouwen          |
| Aziatisch kampioenschap        | 23 sept. - 3 okt. 2015  | China                   | 1               | China                    |
| Olympisch kwalificatietoernooi | 5-11 juli 2016          | Belgrado Pasay Turijn   | 3               | Servië Frankrijk Kroatië |
| Totaal                         | Totaal                  | Totaal                  | 12              |                          |

Vrouwen
| Competitie                     | Datum                  | Locatie                 | Aantal plaatsen | Gekwalificeerd                             |
| ------------------------------ | ---------------------- | ----------------------- | --------------- | ------------------------------------------ |
| Gastland                       | Gastland               | Gastland                | 1               | Brazilië                                   |
| Wereldkampioenschap            | 27 sept. – 5 okt. 2014 | Turkije                 | 1               | Verenigde Staten                           |
| Europees kampioenschap         | 11-28 juni 2015        | Hongarije Roemenië      | 1               | Servië                                     |
| Amerikaans kampioenschap       | 9-16 augustus 2015     | Canada                  | 1               | Canada                                     |
| Oceanisch kampioenschap        | 15-17 augustus 2015    | Australië Nieuw-Zeeland | 1               | Australië                                  |
| Aziatisch kampioenschap        | 29 aug. - 5 sept. 2015 | China                   | 1               | Japan                                      |
| Afrikaans kampioenschap        | 24 sept. - 3 okt. 2015 | Kameroen                | 1               | Senegal                                    |
| Olympisch kwalificatietoernooi | 13-19 juni 2016        | Nantes                  | 5               | Wit-Rusland China Frankrijk Spanje Turkije |
| Totaal                         | Totaal                 | Totaal                  | 12              |                                            |

## Medaillewinnaars
| Onderdeel | Goud             | Zilver | Brons  |
| --------- | ---------------- | ------ | ------ |
| Mannen    | Verenigde Staten | Servië | Spanje |
| Vrouwen   | Verenigde Staten | Spanje | Servië |

### Medaillespiegel
| Plaats | Land             | NOC    | Goud | Zilver | Brons | Totaal |
| ------ | ---------------- | ------ | ---- | ------ | ----- | ------ |
| 1      | Verenigde Staten | USA    | 2    | 0      | 0     | 2      |
| 2      | Spanje           | ESP    | 0    | 1      | 1     | 2      |
| 2      | Servië           | SRB    | 0    | 1      | 1     | 2      |
| Totaal | Totaal           | Totaal | 2    | 2      | 2     | 6      |